# اتحاد يصنع الأمة
اتحاد يصنع الأمة، (بالإنجليزية: Union Makes the Nation)‏، (بالفرنسية: L'Union fait la Nation)‏، اختصار للأمم المتحدة، أو الاتحاد)، هو تحالف لأحزاب سياسية معارضة في بنين. وهي تتألف من :
- حزب التجديد الديمقراطي (بنين) .
- الحركة الأفريقية للتنمية والتقدم .
- الحزب الاشتراكي الديمقراطي (بنين) .
- حفلة نهضة بنين .
- القوة الرئيسية .
- حركة التنمية والتضامن .
- الاتحاد الوطني للديمقراطية والتقدم (بنين) .
- حزب الديمقراطية والتقدم الاجتماعي .
- تجمع الليبراليين الديمقراطيين لإعادة الإعمار الوطني - فيفوتين .

وبالتالي فإنه يمثل توسعًا للتحالف من أجل ديناميكية ديمقراطية، لاحتضان معظم أحزاب بنين المهمة المعارضة لحكومة الرئيس يايي بوني. خاض الاتحاد انتخابات 2011الرئاسية والبرلمانية. حصل مرشحهم الرئاسي، أدريان هونجبجي، على 35.7٪ من الأصوات. أصدر بيانًا يرفض فيه صحة نتائج الانتخابات. في الانتخابات البرلمانية، حصل الاتحاد على 30 مقعدًا من أصل 83، ليصبح أكبر حزب معارض.